# Campeonato de Segunda División 1944 (Argentina)
El Campeonato de Segunda División 1944 fue la decimoprimera temporada de la categoría, que era la segunda división del fútbol argentino. Esta temporada marcó la incorporación de El Porvenir campeón de la Tercera División el año anterior, así como de Los Andes, que también fue promovido desde esa divisional por resolución de la Asociación del Fútbol Argentino y Gimnasia La Plata, descendido desde la Primera División.
Además, la AFA determinó afiliar ese año a Argentino de Rosario y Tiro Federal y decidió que sean incorporados a esta categoría. Así, tres equipos de Rosario participaban de la Segunda División y cinco en total de esa ciudad se encontraban en las primeras dos categorías, algo que se mantendría durante unos años hasta que fue interrumpido por descensos y reestructuraciones y nunca más se volvería a repetir. Con estas incorporaciones, el número de equipos de la divisional aumentó a 21.
El torneo entregó solo un ascenso, así como se dispuso que solamente un equipo perdiera la categoría. Dicho premio y castigo fueron para el primer equipo y el último de la tabla, sin haber disputa de torneos reducidos ni de reclasificatorios.
El campeón y único ascendido fue Gimnasia y Esgrima La Plata, que se consagró campeón tres fechas antes de que culmine el torneo, retornando así en tan solo una temporada a la máxima categoría del fútbol argentino al terminar ocho puntos por encima de su más inmediato perseguidor. De esta manera, el equipo de La Plata consiguió alzarse por primera vez con el trofeo de esta divisional, ya que era la primera vez que jugaba en esta categoría.
Asimismo, el torneo decretó el descenso de Colegiales que realizó una mala campaña y descendió algunas fechas antes de que finalice el campeonato tras finalizar en el último lugar de la tabla de posiciones, retornando a la Tercera División tras disputar ocho temporadas consecutivas en la segunda división del fútbol argentino.

## Ascensos y descensos
| Posición | Descendido de la Segunda División 1943 |
| -------- | -------------------------------------- |
| 18.º     | Argentino de Quilmes                   |

| Posición   | Ascendidos de la Tercera División 1943 |
| ---------- | -------------------------------------- |
| 1.º        | El Porvenir                            |
| Resolución | Los Andes                              |

| Posición | Ascendido a la Primera División 1944 |
| -------- | ------------------------------------ |
| 1.º      | Vélez Sársfield                      |

| Posición | Descendido de la Primera División 1943 |
| -------- | -------------------------------------- |
| 16.º     | Gimnasia y Esgrima de La Plata         |

- Argentino de Rosario y Tiro Federal fueron incorporados a la categoría tras haber sido afiliados a la AFA. De esta manera, el número de equipos aumentó a 21.

## Formato
Los veintiún equipos participantes disputaron un torneo de 42 fechas todos contra todos.

### Ascensos
El equipo con más puntos fue el campeón, obteniendo el único ascenso directo a la Primera División.

### Descensos
El equipo que finalizó en el último lugar de la tabla de posiciones descendió a la Tercera División.

## Equipos participantes
| Equipo                 | Ciudad               |
| ---------------------- | -------------------- |
| Acassuso               | San Isidro           |
| All Boys               | Buenos Aires         |
| Almagro                | Buenos Aires         |
| Argentino (R)          | Rosario              |
| Argentinos Juniors     | Buenos Aires         |
| Central Córdoba (R)    | Rosario              |
| Colegiales             | Buenos Aires         |
| Defensores de Belgrano | Buenos Aires         |
| Dock Sud               | Dock Sud             |
| El Porvenir            | Gerli                |
| Estudiantes (BA)       | Buenos Aires         |
| Excursionistas         | Buenos Aires         |
| Gimnasia y Esgrima     | La Plata             |
| Los Andes              | Lomas de Zamora      |
| Nueva Chicago          | Buenos Aires         |
| Quilmes                | Quilmes              |
| Talleres (RE)          | Remedios de Escalada |
| Temperley              | Temperley            |
| Tigre                  | Victoria             |
| Tiro Federal           | Rosario              |
| Unión                  | Santa Fe             |

### Distribución geográfica de los equipos
| Región                 | Cant. | Equipos |
| ---------------------- | ----- | --- |
| Conurbano bonaerense   | 8     | Acassuso, Dock Sud, El Porvenir, Los Andes, Quilmes, Talleres (RE), Temperley y Tigre                                       |
| Ciudad de Buenos Aires | 8     | All Boys, Almagro, Argentinos Juniors, Colegiales, Defensores de Belgrano, Estudiantes (BA), Excursionistas y Nueva Chicago |
| Provincia de Santa Fe  | 4     | Argentino (R), Central Córdoba (R), Tiro Federal y Unión                                                                    |
| La Plata               | 1     | Gimnasia y Esgrima |

## Tabla de posiciones
| Pos. | Equipo                  | Pts. | PJ | PG | PE | PP | GF  | GC  | Dif. |
| ---- | ----------------------- | ---- | -- | -- | -- | -- | --- | --- | ---- |
| 1.º  | Gimnasia y Esgrima (LP) | 66   | 40 | 31 | 4  | 5  | 124 | 51  | 73   |
| 2.º  | Tigre                   | 58   | 40 | 26 | 6  | 8  | 108 | 65  | 43   |
| 3.º  | Almagro                 | 55   | 40 | 23 | 9  | 8  | 111 | 72  | 39   |
| 4.º  | El Porvenir             | 52   | 40 | 23 | 6  | 11 | 90  | 78  | 12   |
| 5.º  | Quilmes                 | 50   | 40 | 21 | 8  | 11 | 96  | 68  | 28   |
| 6.º  | Los Andes               | 49   | 40 | 21 | 7  | 12 | 84  | 69  | 15   |
| 7.º  | Argentino (R)           | 47   | 40 | 18 | 11 | 11 | 90  | 51  | 39   |
| 8.º  | Temperley               | 45   | 40 | 17 | 11 | 12 | 91  | 76  | 15   |
| 9.º  | Central Córdoba (R)     | 42   | 40 | 15 | 12 | 13 | 83  | 70  | 13   |
| 10.º | Talleres (RE)           | 40   | 40 | 16 | 8  | 16 | 97  | 76  | 21   |
| 11.º | Argentinos Juniors      | 39   | 40 | 15 | 9  | 16 | 79  | 70  | 9    |
| 12.º | Excursionistas          | 36   | 40 | 13 | 10 | 17 | 69  | 83  | −14  |
| 13.º | Dock Sud                | 34   | 40 | 9  | 16 | 15 | 83  | 82  | 1    |
| 14.º | Tiro Federal            | 34   | 40 | 13 | 8  | 19 | 79  | 80  | −1   |
| 15.º | Unión                   | 33   | 40 | 11 | 11 | 18 | 69  | 105 | −36  |
| 16.º | Nueva Chicago           | 31   | 40 | 12 | 7  | 21 | 74  | 114 | −40  |
| 17.º | Acassuso                | 30   | 40 | 11 | 8  | 21 | 71  | 91  | −20  |
| 18.º | Defensores de Belgrano  | 26   | 40 | 8  | 10 | 22 | 50  | 100 | −50  |
| 19.º | Estudiantes (BA)        | 26   | 40 | 9  | 8  | 23 | 70  | 126 | −56  |
| 20.º | All Boys                | 24   | 40 | 10 | 4  | 26 | 77  | 122 | −45  |
| 21.º | Colegiales              | 23   | 40 | 8  | 7  | 25 | 72  | 118 | −46  |

|  | Se consagró campeón y ascendió a la Primera División. |
|  | Descendió a la Tercera División.                      |

## Resultados
Primera Rueda
| Fecha 1                | Fecha 1   | Fecha 1                 | Fecha 1                | Fecha 1     | Fecha 1 |
| Local                  | Resultado | Visitante               | Estadio                | Fecha       |         |
| ---------------------- | --------- | ----------------------- | ---------------------- | ----------- | ------- |
| Tiro Federal           | 2 - 5     | Gimnasia y Esgrima (LP) | Tiro Federal           | 7 de abril  |         |
| Sportivo Dock Sud      | 6 - 3     | Estudiantes (BA)        | Sportivo Dock Sud      | 15 de abril |         |
| Argentino de Rosario   | 2 - 2     | All Boys                | Argentino de Rosario   | 15 de abril |         |
| Almagro                | 6 - 1     | Los Andes               | Almagro                | 15 de abril |         |
| Talleres (RdE)         | 1 - 2     | Tigre                   | Talleres (RdE)         | 15 de abril |         |
| Defensores de Belgrano | 1 - 0     | Excursionistas          | Defensores de Belgrano | 15 de abril |         |
| Acassuso               | 2 - 4     | El Porvenir             | Acassuso               | 15 de abril |         |
| Temperley              | 0 - 3     | Argentinos Juniors      | Temperley              | 15 de abril |         |
| Nueva Chicago          | 3 - 1     | Central Córdoba (R)     | Nueva Chicago          | 15 de abril |         |
| Colegiales             | 2 - 4     | Quilmes                 | Colegiales             | 15 de abril |         |
| Libre: Unión           |           |                         |                        |             |         |

| Fecha 2                 | Fecha 2   | Fecha 2                | Fecha 2                 | Fecha 2     | Fecha 2 |
| Local                   | Resultado | Visitante              | Estadio                 | Fecha       |         |
| ----------------------- | --------- | ---------------------- | ----------------------- | ----------- | ------- |
| Quilmes                 | 2 - 2     | Unión                  | Quilmes                 | 22 de abril |         |
| Central Córdoba (R)     | 0 - 0     | Colegiales             | Central Córdoba (R)     | 22 de abril |         |
| Argentinos Juniors      | 3 - 1     | Nueva Chicago          | Argentinos Juniors      | 22 de abril |         |
| El Porvenir             | 3 - 2     | Temperley              | El Porvenir             | 22 de abril |         |
| Excursionistas          | 1 - 3     | Acassuso               | Excursionistas          | 22 de abril |         |
| Tigre                   | 0 - 2     | Defensores de Belgrano | Tigre                   | 22 de abril |         |
| Los Andes               | 3 - 2     | Talleres (RdE)         | Los Andes               | 22 de abril |         |
| All Boys                | 0 - 1     | Almagro                | All Boys                | 22 de abril |         |
| Estudiantes (BA)        | 1 - 3     | Argentino de Rosario   | Estudiantes (BA)        | 22 de abril |         |
| Gimnasia y Esgrima (LP) | 2 - 2     | Sportivo Dock Sud      | Gimnasia y Esgrima (LP) | 23 de abril |         |
| Libre: Tiro Federal     |           |                        |                         |             |         |

| Fecha 3                | Fecha 3   | Fecha 3                 | Fecha 3                | Fecha 3     | Fecha 3 |
| Local                  | Resultado | Visitante               | Estadio                | Fecha       |         |
| ---------------------- | --------- | ----------------------- | ---------------------- | ----------- | ------- |
| Sportivo Dock Sud      | 3 - 1     | Tiro Federal            | Sportivo Dock Sud      | 29 de abril |         |
| Argentino de Rosario   | 2 - 0     | Gimnasia y Esgrima (LP) | Argentino de Rosario   | 29 de abril |         |
| Almagro                | 3 - 1     | Estudiantes (BA)        | Almagro                | 29 de abril |         |
| Talleres (RdE)         | 2 - 0     | All Boys                | Talleres (RdE)         | 29 de abril |         |
| Defensores de Belgrano | 2 - 5     | Los Andes               | Defensores de Belgrano | 29 de abril |         |
| Acassuso               | 0 - 4     | Tigre                   | Acassuso               | 29 de abril |         |
| Temperley              | 5 - 3     | Excursionistas          | Temperley              | 29 de abril |         |
| Nueva Chicago          | 5 - 5     | El Porvenir             | Nueva Chicago          | 29 de abril |         |
| Colegiales             | 5 - 4     | Argentinos Juniors      | Colegiales             | 29 de abril |         |
| Unión                  | 2 - 0     | Central Córdoba (R)     | Unión                  | 30 de abril |         |
| Libre: Quilmes         |           |                         |                        |             |         |

| Fecha 4                  | Fecha 4   | Fecha 4                | Fecha 4                 | Fecha 4   | Fecha 4 |
| Local                    | Resultado | Visitante              | Estadio                 | Fecha     |         |
| ------------------------ | --------- | ---------------------- | ----------------------- | --------- | ------- |
| Central Córdoba (R)      | 0 - 1     | Quilmes                | Central Córdoba (R)     | 6 de mayo |         |
| Argentinos Juniors       | 5 - 0     | Unión                  | Argentinos Juniors      | 6 de mayo |         |
| El Porvenir              | 2 - 1     | Colegiales             | El Porvenir             | 6 de mayo |         |
| Excursionistas           | 4 - 1     | Nueva Chicago          | Excursionistas          | 6 de mayo |         |
| Tigre                    | 3 - 1     | Temperley              | Tigre                   | 6 de mayo |         |
| Los Andes                | 1 - 2     | Acassuso               | Los Andes               | 6 de mayo |         |
| All Boys                 | 0 - 3     | Defensores de Belgrano | All Boys                | 6 de mayo |         |
| Estudiantes (BA)         | 1 - 2     | Talleres (RdE)         | Estudiantes (BA)        | 6 de mayo |         |
| Tiro Federal             | 3 - 2     | Argentino de Rosario   | Tiro Federal            | 6 de mayo |         |
| Gimnasia y Esgrima (LP)  | 4 - 2     | Almagro                | Gimnasia y Esgrima (LP) | 7 de mayo |         |
| Libre: Sportivo Dock Sud |           |                        |                         |           |         |

| Fecha 5                    | Fecha 5   | Fecha 5                 | Fecha 5                | Fecha 5    | Fecha 5 |
| Local                      | Resultado | Visitante               | Estadio                | Fecha      |         |
| -------------------------- | --------- | ----------------------- | ---------------------- | ---------- | ------- |
| Argentino de Rosario       | 2 - 2     | Sportivo Dock Sud       | Argentino de Rosario   | 13 de mayo |         |
| Almagro                    | 1 - 0     | Tiro Federal            | Almagro                | 13 de mayo |         |
| Talleres (RdE)             | 2 - 1     | Gimnasia y Esgrima (LP) | Talleres (RdE)         | 13 de mayo |         |
| Defensores de Belgrano     | 4 - 1     | Estudiantes (BA)        | Defensores de Belgrano | 13 de mayo |         |
| Acassuso                   | 3 - 4     | All Boys                | Acassuso               | 13 de mayo |         |
| Temperley                  | 1 - 2     | Los Andes               | Temperley              | 13 de mayo |         |
| Nueva Chicago              | 1 - 1     | Tigre                   | Nueva Chicago          | 13 de mayo |         |
| Colegiales                 | 3 - 1     | Excursionistas          | Colegiales             | 13 de mayo |         |
| Quilmes                    | 3 - 2     | Argentinos Juniors      | Quilmes                | 13 de mayo |         |
| Unión                      | 5 - 1     | El Porvenir             | Unión                  | 14 de mayo |         |
| Libre: Central Córdoba (R) |           |                         |                        |            |         |

| Fecha 6                     | Fecha 6   | Fecha 6                | Fecha 6                 | Fecha 6    | Fecha 6 |
| Local                       | Resultado | Visitante              | Estadio                 | Fecha      |         |
| --------------------------- | --------- | ---------------------- | ----------------------- | ---------- | ------- |
| Argentinos Juniors          | 2 - 1     | Central Córdoba (R)    | Argentinos Juniors      | 20 de mayo |         |
| El Porvenir                 | 0 - 3     | Quilmes                | El Porvenir             | 20 de mayo |         |
| Excursionistas              | 3 - 2     | Unión                  | Excursionistas          | 20 de mayo |         |
| Tigre                       | 7 - 1     | Colegiales             | Tigre                   | 20 de mayo |         |
| Los Andes                   | 3 - 2     | Nueva Chicago          | Los Andes               | 20 de mayo |         |
| All Boys                    | 1 - 1     | Temperley              | All Boys                | 20 de mayo |         |
| Estudiantes (BA)            | 1 - 1     | Acassuso               | Estudiantes (BA)        | 20 de mayo |         |
| Tiro Federal                | 2 - 1     | Talleres (RdE)         | Tiro Federal            | 20 de mayo |         |
| Sportivo Dock Sud           | 2 - 4     | Almagro                | Sportivo Dock Sud       | 20 de mayo |         |
| Gimnasia y Esgrima (LP)     | 5 - 2     | Defensores de Belgrano | Gimnasia y Esgrima (LP) | 21 de mayo |         |
| Libre: Argentino de Rosario |           |                        |                         |            |         |

| Fecha 7                   | Fecha 7   | Fecha 7                 | Fecha 7                | Fecha 7    | Fecha 7 |
| Local                     | Resultado | Visitante               | Estadio                | Fecha      |         |
| ------------------------- | --------- | ----------------------- | ---------------------- | ---------- | ------- |
| Almagro                   | 2 - 0     | Argentino de Rosario    | Almagro                | 27 de mayo |         |
| Talleres (RdE)            | 1 - 1     | Sportivo Dock Sud       | Talleres (RdE)         | 27 de mayo |         |
| Defensores de Belgrano    | 2 - 1     | Tiro Federal            | Defensores de Belgrano | 27 de mayo |         |
| Acassuso                  | 1 - 4     | Gimnasia y Esgrima (LP) | Acassuso               | 27 de mayo |         |
| Temperley                 | 6 - 1     | Estudiantes (BA)        | Temperley              | 27 de mayo |         |
| Nueva Chicago             | 3 - 5     | All Boys                | Nueva Chicago          | 27 de mayo |         |
| Colegiales                | 3 - 1     | Los Andes               | Colegiales             | 27 de mayo |         |
| Quilmes                   | 0 - 1     | Excursionistas          | Quilmes                | 27 de mayo |         |
| Central Córdoba (R)       | 1 - 2     | El Porvenir             | Central Córdoba (R)    | 27 de mayo |         |
| Unión                     | 2 - 1     | Tigre                   | Unión                  | 28 de mayo |         |
| Libre: Argentinos Juniors |           |                         |                        |            |         |

| Fecha 8                 | Fecha 8   | Fecha 8                | Fecha 8                 | Fecha 8    | Fecha 8 |
| Local                   | Resultado | Visitante              | Estadio                 | Fecha      |         |
| ----------------------- | --------- | ---------------------- | ----------------------- | ---------- | ------- |
| El Porvenir             | 4 - 2     | Argentinos Juniors     | El Porvenir             | 3 de junio |         |
| Excursionistas          | 1 - 1     | Central Córdoba (R)    | Excursionistas          | 3 de junio |         |
| Tigre                   | 4 - 2     | Quilmes                | Tigre                   | 3 de junio |         |
| Los Andes               | 1 - 0     | Unión                  | Los Andes               | 3 de junio |         |
| All Boys                | 4 - 6     | Colegiales             | All Boys                | 3 de junio |         |
| Estudiantes (BA)        | 2 - 2     | Nueva Chicago          | Estudiantes (BA)        | 3 de junio |         |
| Tiro Federal            | 4 - 2     | Acassuso               | Tiro Federal            | 3 de junio |         |
| Sportivo Dock Sud       | 6 - 0     | Defensores de Belgrano | Sportivo Dock Sud       | 3 de junio |         |
| Argentino de Rosario    | 4 - 0     | Talleres (RdE)         | Argentino de Rosario    | 3 de junio |         |
| Gimnasia y Esgrima (LP) | 5 - 0     | Temperley              | Gimnasia y Esgrima (LP) | 4 de junio |         |
| Libre: Almagro          |           |                        |                         |            |         |

| Fecha 9                | Fecha 9   | Fecha 9                 | Fecha 9                | Fecha 9     | Fecha 9 |
| Local                  | Resultado | Visitante               | Estadio                | Fecha       |         |
| ---------------------- | --------- | ----------------------- | ---------------------- | ----------- | ------- |
| Talleres (RdE)         | 1 - 1     | Almagro                 | Talleres (RdE)         | 10 de junio |         |
| Defensores de Belgrano | 2 - 2     | Argentino de Rosario    | Defensores de Belgrano | 10 de junio |         |
| Acassuso               | 1 - 1     | Sportivo Dock Sud       | Acassuso               | 10 de junio |         |
| Temperley              | 4 - 2     | Tiro Federal            | Temperley              | 10 de junio |         |
| Nueva Chicago          | 1 - 4     | Gimnasia y Esgrima (LP) | Nueva Chicago          | 10 de junio |         |
| Colegiales             | 0 - 1     | Estudiantes (BA)        | Colegiales             | 10 de junio |         |
| Quilmes                | 3 - 1     | Los Andes               | Quilmes                | 10 de junio |         |
| Central Córdoba (R)    | 4 - 1     | Tigre                   | Central Córdoba (R)    | 10 de junio |         |
| Argentinos Juniors     | 2 - 2     | Excursionistas          | Argentinos Juniors     | 10 de junio |         |
| Unión                  | 5 - 3     | All Boys                | Unión                  | 11 de junio |         |
| Libre: El Porvenir     |           |                         |                        |             |         |

| Fecha 10                | Fecha 10  | Fecha 10               | Fecha 10                | Fecha 10    | Fecha 10 |
| Local                   | Resultado | Visitante              | Estadio                 | Fecha       |          |
| ----------------------- | --------- | ---------------------- | ----------------------- | ----------- | -------- |
| Excursionistas          | 2 - 5     | El Porvenir            | Excursionistas          | 17 de junio |          |
| Tigre                   | 1 - 0     | Argentinos Juniors     | Tigre                   | 17 de junio |          |
| Los Andes               | 1 - 0     | Central Córdoba (R)    | Los Andes               | 17 de junio |          |
| All Boys                | 1 - 5     | Quilmes                | All Boys                | 17 de junio |          |
| Estudiantes (BA)        | 2 - 5     | Unión                  | Estudiantes (BA)        | 17 de junio |          |
| Gimnasia y Esgrima (LP) | 6 - 1     | Colegiales             | Gimnasia y Esgrima (LP) | 17 de junio |          |
| Tiro Federal            | 2 - 2     | Nueva Chicago          | Tiro Federal            | 17 de junio |          |
| Sportivo Dock Sud       | 1 - 0     | Temperley              | Sportivo Dock Sud       | 17 de junio |          |
| Argentino de Rosario    | 2 - 0     | Acassuso               | Argentino de Rosario    | 17 de junio |          |
| Almagro                 | 3 - 0     | Defensores de Belgrano | Almagro                 | 17 de junio |          |
| Libre: Talleres (RdE)   |           |                        |                         |             |          |

| Fecha 11               | Fecha 11  | Fecha 11                | Fecha 11               | Fecha 11    | Fecha 11 |
| Local                  | Resultado | Visitante               | Estadio                | Fecha       |          |
| ---------------------- | --------- | ----------------------- | ---------------------- | ----------- | -------- |
| Defensores de Belgrano | 0 - 2     | Talleres (RdE)          | Defensores de Belgrano | 20 de junio |          |
| Acassuso               | 3 - 6     | Almagro                 | Acassuso               | 20 de junio |          |
| Temperley              | 2 - 1     | Argentino de Rosario    | Temperley              | 20 de junio |          |
| Nueva Chicago          | 4 - 3     | Sportivo Dock Sud       | Nueva Chicago          | 20 de junio |          |
| Colegiales             | 1 - 3     | Tiro Federal            | Colegiales             | 20 de junio |          |
| Unión                  | 1 - 1     | Gimnasia y Esgrima (LP) | Unión                  | 20 de junio |          |
| Quilmes                | 3 - 2     | Estudiantes (BA)        | Quilmes                | 20 de junio |          |
| Central Córdoba (R)    | 3 - 2     | All Boys                | Central Córdoba (R)    | 20 de junio |          |
| Argentinos Juniors     | 0 - 0     | Los Andes               | Argentinos Juniors     | 20 de junio |          |
| El Porvenir            | 0 - 0     | Tigre                   | El Porvenir            | 20 de junio |          |
| Libre: Excursionistas  |           |                         |                        |             |          |

| Fecha 12                      | Fecha 12  | Fecha 12            | Fecha 12                | Fecha 12    | Fecha 12 |
| Local                         | Resultado | Visitante           | Estadio                 | Fecha       |          |
| ----------------------------- | --------- | ------------------- | ----------------------- | ----------- | -------- |
| Tigre                         | 3 - 1     | Excursionistas      | Tigre                   | 24 de junio |          |
| Los Andes                     | 1 - 2     | El Porvenir         | Los Andes               | 24 de junio |          |
| All Boys                      | 3 - 1     | Argentinos Juniors  | All Boys                | 24 de junio |          |
| Estudiantes (BA)              | 2 - 5     | Central Córdoba (R) | Estudiantes (BA)        | 24 de junio |          |
| Gimnasia y Esgrima (LP)       | 5 - 1     | Quilmes             | Gimnasia y Esgrima (LP) | 24 de junio |          |
| Tiro Federal                  | 5 - 1     | Unión               | Tiro Federal            | 24 de junio |          |
| Sportivo Dock Sud             | 4 - 2     | Colegiales          | Sportivo Dock Sud       | 24 de junio |          |
| Argentino de Rosario          | 9 - 0     | Nueva Chicago       | Argentino de Rosario    | 24 de junio |          |
| Almagro                       | 3 - 0     | Temperley           | Almagro                 | 24 de junio |          |
| Talleres (RdE)                | 3 - 3     | Acassuso            | Talleres (RdE)          | 24 de junio |          |
| Libre: Defensores de Belgrano |           |                     |                         |             |          |

| Fecha 13            | Fecha 13  | Fecha 13                | Fecha 13            | Fecha 13   | Fecha 13 |
| Local               | Resultado | Visitante               | Estadio             | Fecha      |          |
| ------------------- | --------- | ----------------------- | ------------------- | ---------- | -------- |
| Acassuso            | 1 - 1     | Defensores de Belgrano  | Acassuso            | 1 de julio |          |
| Temperley           | 1 - 1     | Talleres (RdE)          | Temperley           | 1 de julio |          |
| Nueva Chicago       | 1 - 2     | Almagro                 | Nueva Chicago       | 1 de julio |          |
| Colegiales          | 1 - 1     | Argentino de Rosario    | Colegiales          | 1 de julio |          |
| Quilmes             | 1 - 1     | Tiro Federal            | Quilmes             | 1 de julio |          |
| Central Córdoba (R) | 2 - 1     | Gimnasia y Esgrima (LP) | Central Córdoba (R) | 1 de julio |          |
| Argentinos Juniors  | 3 - 4     | Estudiantes (BA)        | Argentinos Juniors  | 1 de julio |          |
| El Porvenir         | 1 - 1     | All Boys                | El Porvenir         | 1 de julio |          |
| Excursionistas      | 1 - 1     | Los Andes               | Excursionistas      | 1 de julio |          |
| Unión               | 1 - 0     | Sportivo Dock Sud       | Unión               | 2 de julio |          |
| Libre: Tigre        |           |                         |                     |            |          |

| Fecha 14                | Fecha 14  | Fecha 14            | Fecha 14                | Fecha 14   | Fecha 14 |
| Local                   | Resultado | Visitante           | Estadio                 | Fecha      |          |
| ----------------------- | --------- | ------------------- | ----------------------- | ---------- | -------- |
| Los Andes               | 1 - 1     | Tigre               | Los Andes               | 8 de julio |          |
| All Boys                | 2 - 3     | Excursionistas      | All Boys                | 8 de julio |          |
| Estudiantes (BA)        | 1 - 4     | El Porvenir         | Vélez Sarsfield         | 8 de julio |          |
| Gimnasia y Esgrima (LP) | 4 - 1     | Argentinos Juniors  | Gimnasia y Esgrima (LP) | 8 de julio |          |
| Tiro Federal            | 1 - 1     | Central Córdoba (R) | Tiro Federal            | 8 de julio |          |
| Sportivo Dock Sud       | 1 - 4     | Quilmes             | Sportivo Dock Sud       | 8 de julio |          |
| Almagro                 | 4 - 2     | Colegiales          | Almagro                 | 8 de julio |          |
| Talleres (RdE)          | 6 - 1     | Nueva Chicago       | Talleres (RdE)          | 8 de julio |          |
| Defensores de Belgrano  | 1 - 1     | Temperley           | Defensores de Belgrano  | 8 de julio |          |
| Argentino de Rosario    | 6 - 0     | Unión               | Argentino de Rosario    | 9 de julio |          |
| Libre: Acassuso         |           |                     |                         |            |          |

| Fecha 15            | Fecha 15  | Fecha 15                | Fecha 15            | Fecha 15    | Fecha 15 |
| Local               | Resultado | Visitante               | Estadio             | Fecha       |          |
| ------------------- | --------- | ----------------------- | ------------------- | ----------- | -------- |
| Temperley           | 4 - 1     | Acassuso                | Temperley           | 15 de julio |          |
| Nueva Chicago       | 2 - 0     | Defensores de Belgrano  | Nueva Chicago       | 15 de julio |          |
| Colegiales          | 2 - 4     | Talleres (RdE)          | Colegiales          | 15 de julio |          |
| Quilmes             | 1 - 0     | Argentino de Rosario    | Quilmes             | 15 de julio |          |
| Central Córdoba (R) | 4 - 1     | Sportivo Dock Sud       | Central Córdoba (R) | 15 de julio |          |
| Argentinos Juniors  | 3 - 1     | Tiro Federal            | Argentinos Juniors  | 15 de julio |          |
| El Porvenir         | 1 - 3     | Gimnasia y Esgrima (LP) | San Lorenzo         | 15 de julio |          |
| Excursionistas      | 2 - 2     | Estudiantes (BA)        | Excursionistas      | 15 de julio |          |
| Tigre               | 4 - 0     | All Boys                | Tigre               | 15 de julio |          |
| Unión               | 1 - 1     | Almagro                 | Unión               | 16 de julio |          |
| Libre: Los Andes    |           |                         |                     |             |          |

| Fecha 16                | Fecha 16  | Fecha 16            | Fecha 16                | Fecha 16    | Fecha 16 |
| Local                   | Resultado | Visitante           | Estadio                 | Fecha       |          |
| ----------------------- | --------- | ------------------- | ----------------------- | ----------- | -------- |
| All Boys                | 3 - 4     | Los Andes           | All Boys                | 22 de julio |          |
| Estudiantes (BA)        | 2 - 5     | Tigre               | Estudiantes (BA)        | 22 de julio |          |
| Gimnasia y Esgrima (LP) | 4 - 0     | Excursionistas      | Gimnasia y Esgrima (LP) | 22 de julio |          |
| Sportivo Dock Sud       | 1 - 1     | Argentinos Juniors  | Sportivo Dock Sud       | 22 de julio |          |
| Argentino de Rosario    | 0 - 0     | Central Córdoba (R) | Argentino de Rosario    | 22 de julio |          |
| Almagro                 | 2 - 1     | Quilmes             | Almagro                 | 22 de julio |          |
| Talleres (RdE)          | 7 - 2     | Unión               | Talleres (RdE)          | 22 de julio |          |
| Defensores de Belgrano  | 2 - 2     | Colegiales          | Defensores de Belgrano  | 22 de julio |          |
| Acassuso                | 2 - 0     | Nueva Chicago       | Acassuso                | 22 de julio |          |
| Tiro Federal            | 0 - 1     | El Porvenir         | Tiro Federal            | 23 de julio |          |
| Libre: Temperley        |           |                     |                         |             |          |

| Fecha 17            | Fecha 17  | Fecha 17                | Fecha 17            | Fecha 17    | Fecha 17 |
| Local               | Resultado | Visitante               | Estadio             | Fecha       |          |
| ------------------- | --------- | ----------------------- | ------------------- | ----------- | -------- |
| Nueva Chicago       | 1 - 1     | Temperley               | Nueva Chicago       | 29 de julio |          |
| Colegiales          | 1 - 3     | Acassuso                | Colegiales          | 29 de julio |          |
| Quilmes             | 3 - 2     | Talleres (RdE)          | Quilmes             | 29 de julio |          |
| Central Córdoba (R) | 4 - 1     | Almagro                 | Central Córdoba (R) | 29 de julio |          |
| Argentinos Juniors  | 0 - 0     | Argentino de Rosario    | Argentinos Juniors  | 29 de julio |          |
| El Porvenir         | 3 - 0     | Sportivo Dock Sud       | El Porvenir         | 29 de julio |          |
| Excursionistas      | 3 - 0     | Tiro Federal            | Excursionistas      | 29 de julio |          |
| Tigre               | 3 - 6     | Gimnasia y Esgrima (LP) | Tigre               | 29 de julio |          |
| Los Andes           | 1 - 1     | Estudiantes (BA)        | Los Andes           | 29 de julio |          |
| Unión               | 2 - 2     | Defensores de Belgrano  | Unión               | 30 de julio |          |
| Libre: All Boys     |           |                         |                     |             |          |

| Fecha 18                | Fecha 18  | Fecha 18            | Fecha 18                | Fecha 18    | Fecha 18 |
| Local                   | Resultado | Visitante           | Estadio                 | Fecha       |          |
| ----------------------- | --------- | ------------------- | ----------------------- | ----------- | -------- |
| Estudiantes (BA)        | 2 - 4     | All Boys            | Estudiantes (BA)        | 5 de agosto |          |
| Tiro Federal            | 5 - 3     | Tigre               | Tiro Federal            | 5 de agosto |          |
| Sportivo Dock Sud       | 2 - 2     | Excursionistas      | Sportivo Dock Sud       | 5 de agosto |          |
| Argentino de Rosario    | 0 - 1     | El Porvenir         | Argentino de Rosario    | 5 de agosto |          |
| Talleres (RdE)          | 1 - 0     | Central Córdoba (R) | Talleres (RdE)          | 5 de agosto |          |
| Defensores de Belgrano  | 0 - 4     | Quilmes             | Defensores de Belgrano  | 5 de agosto |          |
| Acassuso                | 1 - 0     | Unión               | Acassuso                | 5 de agosto |          |
| Temperley               | 3 - 1     | Colegiales          | Temperley               | 5 de agosto |          |
| Gimnasia y Esgrima (LP) | 2 - 0     | Los Andes           | Gimnasia y Esgrima (LP) | 6 de agosto |          |
| Almagro                 | 3 - 1     | Argentinos Juniors  | Almagro                 | 9 de agosto |          |
| Libre: Nueva Chicago    |           |                     |                         |             |          |

| Fecha 19                | Fecha 19  | Fecha 19                | Fecha 19            | Fecha 19     | Fecha 19 |
| Local                   | Resultado | Visitante               | Estadio             | Fecha        |          |
| ----------------------- | --------- | ----------------------- | ------------------- | ------------ | -------- |
| Colegiales              | 1 - 2     | Nueva Chicago           | Colegiales          | 12 de agosto |          |
| Quilmes                 | 1 - 1     | Acassuso                | Quilmes             | 12 de agosto |          |
| Central Córdoba (R)     | 2 - 1     | Defensores de Belgrano  | Central Córdoba (R) | 12 de agosto |          |
| Argentinos Juniors      | 2 - 0     | Talleres (RdE)          | Argentinos Juniors  | 12 de agosto |          |
| El Porvenir             | 0 - 0     | Almagro                 | El Porvenir         | 12 de agosto |          |
| Excursionistas          | 2 - 1     | Argentino de Rosario    | Excursionistas      | 12 de agosto |          |
| Tigre                   | 2 - 1     | Sportivo Dock Sud       | Tigre               | 12 de agosto |          |
| Los Andes               | 4 - 2     | Tiro Federal            | Los Andes           | 12 de agosto |          |
| All Boys                | 0 - 1     | Gimnasia y Esgrima (LP) | Ferro Carril Oeste  | 12 de agosto |          |
| Unión                   | 1 - 0     | Temperley               | Unión               | 13 de agosto |          |
| Libre: Estudiantes (BA) |           |                         |                     |              |          |

| Fecha 20                | Fecha 20  | Fecha 20            | Fecha 20                | Fecha 20     | Fecha 20 |
| Local                   | Resultado | Visitante           | Estadio                 | Fecha        |          |
| ----------------------- | --------- | ------------------- | ----------------------- | ------------ | -------- |
| Tiro Federal            | 4 - 0     | All Boys            | Tiro Federal            | 19 de agosto |          |
| Sportivo Dock Sud       | 3 - 2     | Los Andes           | Sportivo Dock Sud       | 19 de agosto |          |
| Argentino de Rosario    | 4 - 1     | Tigre               | Argentino de Rosario    | 19 de agosto |          |
| Almagro                 | 1 - 2     | Excursionistas      | Almagro                 | 19 de agosto |          |
| Talleres (RdE)          | 7 - 1     | El Porvenir         | Racing                  | 19 de agosto |          |
| Defensores de Belgrano  | 0 - 3     | Argentinos Juniors  | Defensores de Belgrano  | 19 de agosto |          |
| Acassuso                | 2 - 1     | Central Córdoba (R) | Acassuso                | 19 de agosto |          |
| Temperley               | 2 - 1     | Quilmes             | Temperley               | 19 de agosto |          |
| Nueva Chicago           | 4 - 1     | Unión               | Nueva Chicago           | 19 de agosto |          |
| Gimnasia y Esgrima (LP) | 6 - 2     | Estudiantes (BA)    | Gimnasia y Esgrima (LP) | 20 de agosto |          |
| Libre: Colegiales       |           |                     |                         |              |          |

| Fecha 21                       | Fecha 21  | Fecha 21               | Fecha 21            | Fecha 21     | Fecha 21 |
| Local                          | Resultado | Visitante              | Estadio             | Fecha        |          |
| ------------------------------ | --------- | ---------------------- | ------------------- | ------------ | -------- |
| Quilmes                        | 4 - 1     | Nueva Chicago          | Quilmes             | 26 de agosto |          |
| Central Córdoba (R)            | 1 - 1     | Temperley              | Central Córdoba (R) | 26 de agosto |          |
| Argentinos Juniors             | 3 - 1     | Acassuso               | Argentinos Juniors  | 26 de agosto |          |
| El Porvenir                    | 0 - 0     | Defensores de Belgrano | El Porvenir         | 26 de agosto |          |
| Excursionistas                 | 3 - 4     | Talleres (RdE)         | Excursionistas      | 26 de agosto |          |
| Tigre                          | 4 - 3     | Almagro                | Tigre               | 26 de agosto |          |
| Los Andes                      | 4 - 2     | Argentino de Rosario   | Los Andes           | 26 de agosto |          |
| All Boys                       | 1 - 3     | Sportivo Dock Sud      | All Boys            | 26 de agosto |          |
| Estudiantes (BA)               | 3 - 1     | Tiro Federal           | Estudiantes (BA)    | 26 de agosto |          |
| Unión                          | 4 - 0     | Colegiales             | Unión               | 27 de agosto |          |
| Libre: Gimnasia y Esgrima (LP) |           |                        |                     |              |          |

Segunda Rueda
| Fecha 22                | Fecha 22  | Fecha 22               | Fecha 22                | Fecha 22     | Fecha 22 |
| Local                   | Resultado | Visitante              | Estadio                 | Fecha        |          |
| ----------------------- | --------- | ---------------------- | ----------------------- | ------------ | -------- |
| Gimnasia y Esgrima (LP) | 2 - 0     | Tiro Federal           | Gimnasia y Esgrima (LP) | 30 de agosto |          |
| Estudiantes (BA)        | 1 - 1     | Sportivo Dock Sud      | Estudiantes (BA)        | 30 de agosto |          |
| All Boys                | 2 - 3     | Argentino de Rosario   | All Boys                | 30 de agosto |          |
| Los Andes               | 7 - 1     | Almagro                | Los Andes               | 30 de agosto |          |
| Tigre                   | 3 - 2     | Talleres (RdE)         | Tigre                   | 30 de agosto |          |
| Excursionistas          | 1 - 1     | Defensores de Belgrano | Excursionistas          | 30 de agosto |          |
| El Porvenir             | 3 - 1     | Acassuso               | El Porvenir             | 30 de agosto |          |
| Argentinos Juniors      | 1 - 1     | Temperley              | Argentinos Juniors      | 30 de agosto |          |
| Central Córdoba (R)     | 9 - 3     | Nueva Chicago          | Central Córdoba (R)     | 30 de agosto |          |
| Quilmes                 | 4 - 0     | Colegiales             | Quilmes                 | 30 de agosto |          |
| Libre: Unión            |           |                        |                         |              |          |

| Fecha 23               | Fecha 23  | Fecha 23                | Fecha 23               | Fecha 23        | Fecha 23 |
| Local                  | Resultado | Visitante               | Estadio                | Fecha           |          |
| ---------------------- | --------- | ----------------------- | ---------------------- | --------------- | -------- |
| Colegiales             | 6 - 4     | Central Córdoba (R)     | Colegiales             | 2 de septiembre |          |
| Nueva Chicago          | 1 - 0     | Argentinos Juniors      | Nueva Chicago          | 2 de septiembre |          |
| Temperley              | 3 - 1     | El Porvenir             | Temperley              | 2 de septiembre |          |
| Acassuso               | 1 - 2     | Excursionistas          | Acassuso               | 2 de septiembre |          |
| Defensores de Belgrano | 0 - 3     | Tigre                   | Defensores de Belgrano | 2 de septiembre |          |
| Talleres (RdE)         | 1 - 2     | Los Andes               | Banfield               | 2 de septiembre |          |
| Almagro                | 4 - 3     | All Boys                | Almagro                | 2 de septiembre |          |
| Argentino de Rosario   | 2 - 0     | Estudiantes (BA)        | Argentino de Rosario   | 2 de septiembre |          |
| Sportivo Dock Sud      | 0 - 2     | Gimnasia y Esgrima (LP) | Sportivo Dock Sud      | 2 de septiembre |          |
| Unión                  | 3 - 3     | Quilmes                 | Unión                  | 3 de septiembre |          |
| Libre: Tiro Federal    |           |                         |                        |                 |          |

| Fecha 24                | Fecha 24  | Fecha 24               | Fecha 24                | Fecha 24        | Fecha 24 |
| Local                   | Resultado | Visitante              | Estadio                 | Fecha           |          |
| ----------------------- | --------- | ---------------------- | ----------------------- | --------------- | -------- |
| Tiro Federal            | 2 - 2     | Sportivo Dock Sud      | Tiro Federal            | 9 de septiembre |          |
| Gimnasia y Esgrima (LP) | 2 - 1     | Argentino de Rosario   | Gimnasia y Esgrima (LP) | 9 de septiembre |          |
| Estudiantes (BA)        | 3 - 3     | Almagro                | Vélez Sarsfield         | 9 de septiembre |          |
| All Boys                | 2 - 1     | Talleres (RdE)         | All Boys                | 9 de septiembre |          |
| Los Andes               | 6 - 0     | Defensores de Belgrano | Los Andes               | 9 de septiembre |          |
| Tigre                   | 3 - 0     | Acassuso               | Tigre                   | 9 de septiembre |          |
| Excursionistas          | 3 - 2     | Temperley              | Excursionistas          | 9 de septiembre |          |
| El Porvenir             | 2 - 1     | Nueva Chicago          | El Porvenir             | 9 de septiembre |          |
| Argentinos Juniors      | 4 - 2     | Colegiales             | Argentinos Juniors      | 9 de septiembre |          |
| Central Córdoba (R)     | 4 - 0     | Unión                  | Central Córdoba (R)     | 9 de septiembre |          |
| Libre: Quilmes          |           |                        |                         |                 |          |

| Fecha 25                 | Fecha 25  | Fecha 25                | Fecha 25               | Fecha 25         | Fecha 25 |
| Local                    | Resultado | Visitante               | Estadio                | Fecha            |          |
| ------------------------ | --------- | ----------------------- | ---------------------- | ---------------- | -------- |
| Quilmes                  | 2 - 2     | Central Córdoba (R)     | Quilmes                | 16 de septiembre |          |
| Colegiales               | 3 - 5     | El Porvenir             | Boca Juniors           | 16 de septiembre |          |
| Nueva Chicago            | 1 - 2     | Excursionistas          | Nueva Chicago          | 16 de septiembre |          |
| Temperley                | 2 - 2     | Tigre                   | Temperley              | 16 de septiembre |          |
| Acassuso                 | 1 - 1     | Los Andes               | Acassuso               | 16 de septiembre |          |
| Defensores de Belgrano   | 3 - 1     | All Boys                | Defensores de Belgrano | 16 de septiembre |          |
| Talleres (RdE)           | 1 - 1     | Estudiantes (BA)        | Talleres (RdE)         | 16 de septiembre |          |
| Almagro                  | 1 - 1     | Gimnasia y Esgrima (LP) | Chacarita Juniors      | 16 de septiembre |          |
| Argentino de Rosario     | 3 - 2     | Tiro Federal            | Argentino de Rosario   | 16 de septiembre |          |
| Unión                    | 3 - 1     | Argentinos Juniors      | Unión                  | 17 de septiembre |          |
| Libre: Sportivo Dock Sud |           |                         |                        |                  |          |

| Fecha 26                   | Fecha 26  | Fecha 26               | Fecha 26                | Fecha 26         | Fecha 26 |
| Local                      | Resultado | Visitante              | Estadio                 | Fecha            |          |
| -------------------------- | --------- | ---------------------- | ----------------------- | ---------------- | -------- |
| Sportivo Dock Sud          | 1 - 1     | Argentino de Rosario   | Sportivo Dock Sud       | 23 de septiembre |          |
| Tiro Federal               | 2 - 2     | Almagro                | Tiro Federal            | 23 de septiembre |          |
| Estudiantes (BA)           | 5 - 3     | Defensores de Belgrano | Estudiantes (BA)        | 23 de septiembre |          |
| All Boys                   | 2 - 3     | Acassuso               | All Boys                | 23 de septiembre |          |
| Los Andes                  | 0 - 3     | Temperley              | Los Andes               | 23 de septiembre |          |
| Tigre                      | 7 - 2     | Nueva Chicago          | Tigre                   | 23 de septiembre |          |
| Excursionistas             | 2 - 1     | Colegiales             | Excursionistas          | 23 de septiembre |          |
| El Porvenir                | 5 - 1     | Unión                  | El Porvenir             | 23 de septiembre |          |
| Argentinos Juniors         | 4 - 4     | Quilmes                | Argentinos Juniors      | 23 de septiembre |          |
| Gimnasia y Esgrima (LP)    | 4 - 0     | Talleres (RdE)         | Gimnasia y Esgrima (LP) | 23 de septiembre |          |
| Libre: Central Córdoba (R) |           |                        |                         |                  |          |

| Fecha 27                    | Fecha 27  | Fecha 27                | Fecha 27               | Fecha 27         | Fecha 27 |
| Local                       | Resultado | Visitante               | Estadio                | Fecha            |          |
| --------------------------- | --------- | ----------------------- | ---------------------- | ---------------- | -------- |
| Central Córdoba (R)         | 2 - 2     | Argentinos Juniors      | Central Córdoba (R)    | 30 de septiembre |          |
| Quilmes                     | 4 - 2     | El Porvenir             | Quilmes                | 30 de septiembre |          |
| Colegiales                  | 4 - 5     | Tigre                   | Colegiales             | 30 de septiembre |          |
| Temperley                   | 5 - 2     | All Boys                | Temperley              | 30 de septiembre |          |
| Acassuso                    | 5 - 1     | Estudiantes (BA)        | Acassuso               | 30 de septiembre |          |
| Defensores de Belgrano      | 1 - 2     | Gimnasia y Esgrima (LP) | Defensores de Belgrano | 30 de septiembre |          |
| Talleres (RdE)              | 3 - 1     | Tiro Federal            | Talleres (RdE)         | 30 de septiembre |          |
| Almagro                     | 7 - 2     | Sportivo Dock Sud       | Almagro                | 30 de septiembre |          |
| Unión                       | 2 - 2     | Excursionistas          | Unión                  | 1 de octubre     |          |
| Nueva Chicago               | 3 - 5     | Los Andes               | Nueva Chicago          | 4 de octubre     |          |
| Libre: Argentino de Rosario |           |                         |                        |                  |          |

| Fecha 28                  | Fecha 28  | Fecha 28               | Fecha 28                | Fecha 28     | Fecha 28 |
| Local                     | Resultado | Visitante              | Estadio                 | Fecha        |          |
| ------------------------- | --------- | ---------------------- | ----------------------- | ------------ | -------- |
| Argentino de Rosario      | 3 - 3     | Almagro                | Argentino de Rosario    | 7 de octubre |          |
| Sportivo Dock Sud         | 2 - 2     | Talleres (RdE)         | Sportivo Dock Sud       | 7 de octubre |          |
| Tiro Federal              | 2 - 0     | Defensores de Belgrano | Tiro Federal            | 7 de octubre |          |
| Estudiantes (BA)          | 2 - 5     | Temperley              | Estudiantes (BA)        | 7 de octubre |          |
| All Boys                  | 3 - 2     | Nueva Chicago          | All Boys                | 7 de octubre |          |
| Los Andes                 | 2 - 0     | Colegiales             | Los Andes               | 7 de octubre |          |
| Tigre                     | 3 - 0     | Unión                  | Tigre                   | 7 de octubre |          |
| Excursionistas            | 2 - 3     | Quilmes                | Excursionistas          | 7 de octubre |          |
| El Porvenir               | 2 - 3     | Central Córdoba (R)    | El Porvenir             | 7 de octubre |          |
| Gimnasia y Esgrima (LP)   | 4 - 1     | Acassuso               | Gimnasia y Esgrima (LP) | 8 de octubre |          |
| Libre: Argentinos Juniors |           |                        |                         |              |          |

| Fecha 29               | Fecha 29  | Fecha 29                | Fecha 29               | Fecha 29      | Fecha 29 |
| Local                  | Resultado | Visitante               | Estadio                | Fecha         |          |
| ---------------------- | --------- | ----------------------- | ---------------------- | ------------- | -------- |
| Central Córdoba (R)    | 2 - 0     | Excursionistas          | Central Córdoba (R)    | 15 de octubre |          |
| Argentinos Juniors     | 2 - 3     | El Porvenir             | Argentinos Juniors     | 21 de octubre |          |
| Quilmes                | 0 - 1     | Tigre                   | Quilmes                | 21 de octubre |          |
| Colegiales             | 1 - 0     | All Boys                | Colegiales             | 21 de octubre |          |
| Nueva Chicago          | 2 - 1     | Estudiantes (BA)        | Nueva Chicago          | 21 de octubre |          |
| Temperley              | 6 - 3     | Gimnasia y Esgrima (LP) | Temperley              | 21 de octubre |          |
| Acassuso               | 2 - 0     | Tiro Federal            | Acassuso               | 21 de octubre |          |
| Defensores de Belgrano | 2 - 2     | Sportivo Dock Sud       | Defensores de Belgrano | 21 de octubre |          |
| Talleres (RdE)         | 0 - 3     | Argentino de Rosario    | Talleres (RdE)         | 21 de octubre |          |
| Unión                  | 1 - 4     | Los Andes               | Unión                  | 22 de octubre |          |
| Libre: Almagro         |           |                         |                        |               |          |

| Fecha 30                | Fecha 30  | Fecha 30               | Fecha 30                | Fecha 30      | Fecha 30 |
| Local                   | Resultado | Visitante              | Estadio                 | Fecha         |          |
| ----------------------- | --------- | ---------------------- | ----------------------- | ------------- | -------- |
| Almagro                 | 3 - 1     | Talleres (RdE)         | Almagro                 | 28 de octubre |          |
| Argentino de Rosario    | 4 - 0     | Defensores de Belgrano | Argentino de Rosario    | 28 de octubre |          |
| Sportivo Dock Sud       | 4 - 2     | Acassuso               | Sportivo Dock Sud       | 28 de octubre |          |
| Tiro Federal            | 1 - 3     | Temperley              | Tiro Federal            | 28 de octubre |          |
| Gimnasia y Esgrima (LP) | 3 - 0     | Nueva Chicago          | Gimnasia y Esgrima (LP) | 28 de octubre |          |
| All Boys                | 5 - 3     | Unión                  | All Boys                | 28 de octubre |          |
| Los Andes               | 1 - 1     | Quilmes                | Los Andes               | 28 de octubre |          |
| Tigre                   | 3 - 1     | Central Córdoba (R)    | Tigre                   | 28 de octubre |          |
| Excursionistas          | 2 - 2     | Argentinos Juniors     | Excursionistas          | 28 de octubre |          |
| Estudiantes (BA)        | 2 - 1     | Colegiales             | Estudiantes (BA)        | 30 de octubre |          |
| Libre: El Porvenir      |           |                        |                         |               |          |

| Fecha 31               | Fecha 31  | Fecha 31                | Fecha 31               | Fecha 31       | Fecha 31 |
| Local                  | Resultado | Visitante               | Estadio                | Fecha          |          |
| ---------------------- | --------- | ----------------------- | ---------------------- | -------------- | -------- |
| El Porvenir            | 1 - 0     | Excursionistas          | El Porvenir            | 1 de noviembre |          |
| Argentinos Juniors     | 2 - 2     | Tigre                   | Argentinos Juniors     | 1 de noviembre |          |
| Central Córdoba (R)    | 1 - 2     | Los Andes               | Central Córdoba (R)    | 1 de noviembre |          |
| Quilmes                | 6 - 2     | All Boys                | Quilmes                | 1 de noviembre |          |
| Unión                  | 2 - 1     | Estudiantes (BA)        | Unión                  | 1 de noviembre |          |
| Colegiales             | 2 - 2     | Gimnasia y Esgrima (LP) | Chacarita Juniors      | 1 de noviembre |          |
| Nueva Chicago          | 0 - 0     | Tiro Federal            | Nueva Chicago          | 1 de noviembre |          |
| Temperley              | 0 - 0     | Sportivo Dock Sud       | Temperley              | 1 de noviembre |          |
| Acassuso               | 3 - 2     | Argentino de Rosario    | Acassuso               | 1 de noviembre |          |
| Defensores de Belgrano | 1 - 1     | Almagro                 | Defensores de Belgrano | 1 de noviembre |          |
| Libre: Talleres (RdE)  |           |                         |                        |                |          |

| Fecha 32                | Fecha 32  | Fecha 32               | Fecha 32                | Fecha 32       | Fecha 32 |
| Local                   | Resultado | Visitante              | Estadio                 | Fecha          |          |
| ----------------------- | --------- | ---------------------- | ----------------------- | -------------- | -------- |
| Talleres (RdE)          | 4 - 1     | Defensores de Belgrano | Talleres (RdE)          | 4 de noviembre |          |
| Almagro                 | 1 - 0     | Acassuso               | Almagro                 | 4 de noviembre |          |
| Argentino de Rosario    | 2 - 2     | Temperley              | Argentino de Rosario    | 4 de noviembre |          |
| Sportivo Dock Sud       | 4 - 0     | Nueva Chicago          | Sportivo Dock Sud       | 4 de noviembre |          |
| Tiro Federal            | 6 - 2     | Colegiales             | Tiro Federal            | 4 de noviembre |          |
| Estudiantes (BA)        | 3 - 2     | Quilmes                | Estudiantes (BA)        | 4 de noviembre |          |
| All Boys                | 2 - 2     | Central Córdoba (R)    | All Boys                | 4 de noviembre |          |
| Los Andes               | 2 - 0     | Argentinos Juniors     | Los Andes               | 4 de noviembre |          |
| Tigre                   | 3 - 1     | El Porvenir            | Tigre                   | 4 de noviembre |          |
| Gimnasia y Esgrima (LP) | 6 - 0     | Unión                  | Gimnasia y Esgrima (LP) | 5 de noviembre |          |
| Libre: Excursionistas   |           |                        |                         |                |          |

| Fecha 33                      | Fecha 33  | Fecha 33                | Fecha 33            | Fecha 33        | Fecha 33 |
| Local                         | Resultado | Visitante               | Estadio             | Fecha           |          |
| ----------------------------- | --------- | ----------------------- | ------------------- | --------------- | -------- |
| Excursionistas                | 1 - 1     | Tigre                   | Excursionistas      | 11 de noviembre |          |
| El Porvenir                   | 2 - 1     | Los Andes               | El Porvenir         | 11 de noviembre |          |
| Argentinos Juniors            | 3 - 0     | All Boys                | Argentinos Juniors  | 11 de noviembre |          |
| Central Córdoba (R)           | 3 - 0     | Estudiantes (BA)        | Central Córdoba (R) | 11 de noviembre |          |
| Quilmes                       | 0 - 2     | Gimnasia y Esgrima (LP) | Independiente       | 11 de noviembre |          |
| Unión                         | 1 - 1     | Tiro Federal            | Unión               | 11 de noviembre |          |
| Colegiales                    | 1 - 1     | Sportivo Dock Sud       | Colegiales          | 11 de noviembre |          |
| Nueva Chicago                 | 0 - 0     | Argentino de Rosario    | Nueva Chicago       | 11 de noviembre |          |
| Temperley                     | 2 - 1     | Almagro                 | Temperley           | 11 de noviembre |          |
| Acassuso                      | 7 - 3     | Talleres (RdE)          | Acassuso            | 11 de noviembre |          |
| Libre: Defensores de Belgrano |           |                         |                     |                 |          |

| Fecha 34                | Fecha 34  | Fecha 34            | Fecha 34               | Fecha 34        | Fecha 34 |
| Local                   | Resultado | Visitante           | Estadio                | Fecha           |          |
| ----------------------- | --------- | ------------------- | ---------------------- | --------------- | -------- |
| Defensores de Belgrano  | 2 - 1     | Acassuso            | Defensores de Belgrano | 18 de noviembre |          |
| Talleres (RdE)          | 3 - 1     | Temperley           | Talleres (RdE)         | 18 de noviembre |          |
| Almagro                 | 4 - 2     | Nueva Chicago       | Chacarita Juniors      | 18 de noviembre |          |
| Argentino de Rosario    | 3 - 1     | Colegiales          | Argentino de Rosario   | 18 de noviembre |          |
| Sportivo Dock Sud       | 0 - 0     | Unión               | Sportivo Dock Sud      | 18 de noviembre |          |
| Tiro Federal            | 6 - 2     | Quilmes             | Tiro Federal           | 18 de noviembre |          |
| Estudiantes (BA)        | 2 - 1     | Argentinos Juniors  | Estudiantes (BA)       | 18 de noviembre |          |
| All Boys                | 0 - 1     | El Porvenir         | All Boys               | 18 de noviembre |          |
| Los Andes               | 3 - 0     | Excursionistas      | Los Andes              | 18 de noviembre |          |
| Gimnasia y Esgrima (LP) | 4 - 2     | Central Córdoba (R) | Estudiantes (LP)       | 19 de noviembre |          |
| Libre: Tigre            |           |                     |                        |                 |          |

| Fecha 35            | Fecha 35  | Fecha 35                | Fecha 35            | Fecha 35        | Fecha 35 |
| Local               | Resultado | Visitante               | Estadio             | Fecha           |          |
| ------------------- | --------- | ----------------------- | ------------------- | --------------- | -------- |
| Tigre               | 4 - 0     | Los Andes               | Tigre               | 25 de noviembre |          |
| Excursionistas      | 6 - 1     | All Boys                | Excursionistas      | 25 de noviembre |          |
| El Porvenir         | 7 - 2     | Estudiantes (BA)        | El Porvenir         | 25 de noviembre |          |
| Argentinos Juniors  | 2 - 1     | Gimnasia y Esgrima (LP) | San Lorenzo         | 25 de noviembre |          |
| Central Córdoba (R) | 1 - 0     | Tiro Federal            | Central Córdoba (R) | 25 de noviembre |          |
| Quilmes             | 1 - 0     | Sportivo Dock Sud       | Quilmes             | 25 de noviembre |          |
| Unión               | 1 - 1     | Argentino de Rosario    | Unión               | 25 de noviembre |          |
| Colegiales          | 0 - 3     | Almagro                 | Chacarita Juniors   | 25 de noviembre |          |
| Nueva Chicago       | 2 - 1     | Talleres (RdE)          | Nueva Chicago       | 25 de noviembre |          |
| Temperley           | 5 - 2     | Defensores de Belgrano  | Temperley           | 25 de noviembre |          |
| Libre: Acassuso     |           |                         |                     |                 |          |

| Fecha 36                | Fecha 36  | Fecha 36            | Fecha 36               | Fecha 36       | Fecha 36 |
| Local                   | Resultado | Visitante           | Estadio                | Fecha          |          |
| ----------------------- | --------- | ------------------- | ---------------------- | -------------- | -------- |
| Acassuso                | 6 - 3     | Temperley           | Acassuso               | 2 de diciembre |          |
| Defensores de Belgrano  | 2 - 3     | Nueva Chicago       | Defensores de Belgrano | 2 de diciembre |          |
| Talleres (RdE)          | 7 - 0     | Colegiales          | Talleres (RdE)         | 2 de diciembre |          |
| Argentino de Rosario    | 1 - 0     | Quilmes             | Argentino de Rosario   | 2 de diciembre |          |
| Sportivo Dock Sud       | 3 - 2     | Central Córdoba (R) | Sportivo Dock Sud      | 2 de diciembre |          |
| Tiro Federal            | 2 - 1     | Argentinos Juniors  | Tiro Federal           | 2 de diciembre |          |
| Estudiantes (BA)        | 2 - 2     | Excursionistas      | Estudiantes (BA)       | 2 de diciembre |          |
| All Boys                | 1 - 2     | Tigre               | All Boys               | 2 de diciembre |          |
| Almagro                 | 6 - 0     | Unión               | Chacarita Juniors      | 3 de diciembre |          |
| Gimnasia y Esgrima (LP) | 3 - 2     | El Porvenir         | Independiente          | 3 de diciembre |          |
| Libre: Los Andes        |           |                     |                        |                |          |

| Fecha 37            | Fecha 37  | Fecha 37                | Fecha 37            | Fecha 37       | Fecha 37 |
| Local               | Resultado | Visitante               | Estadio             | Fecha          |          |
| ------------------- | --------- | ----------------------- | ------------------- | -------------- | -------- |
| Central Córdoba (R) | 0 - 3     | Argentino de Rosario    | Central Córdoba (R) | 7 de diciembre |          |
| Unión               | 5 - 3     | Talleres (RdE)          | Unión               | 7 de diciembre |          |
| Los Andes           | 2 - 1     | All Boys                | Los Andes           | 8 de diciembre |          |
| Tigre               | 3 - 1     | Estudiantes (BA)        | Tigre               | 8 de diciembre |          |
| Excursionistas      | 0 - 1     | Gimnasia y Esgrima (LP) | Excursionistas      | 8 de diciembre |          |
| El Porvenir         | 3 - 3     | Tiro Federal            | El Porvenir         | 8 de diciembre |          |
| Argentinos Juniors  | 3 - 0     | Sportivo Dock Sud       | Argentinos Juniors  | 8 de diciembre |          |
| Quilmes             | 3 - 4     | Almagro                 | Quilmes             | 8 de diciembre |          |
| Colegiales          | 4 - 0     | Defensores de Belgrano  | Colegiales          | 8 de diciembre |          |
| Nueva Chicago       | 4 - 1     | Acassuso                | Nueva Chicago       | 8 de diciembre |          |
| Libre: Temperley    |           |                         |                     |                |          |

| Fecha 38                | Fecha 38  | Fecha 38            | Fecha 38               | Fecha 38        | Fecha 38 |
| Local                   | Resultado | Visitante           | Estadio                | Fecha           |          |
| ----------------------- | --------- | ------------------- | ---------------------- | --------------- | -------- |
| Temperley               | 4 - 3     | Nueva Chicago       | Temperley              | 10 de diciembre |          |
| Acassuso                | 1 - 1     | Colegiales          | Acassuso               | 10 de diciembre |          |
| Defensores de Belgrano  | 2 - 0     | Unión               | Defensores de Belgrano | 10 de diciembre |          |
| Talleres (RdE)          | 2 - 2     | Quilmes             | Talleres (RdE)         | 10 de diciembre |          |
| Almagro                 | 4 - 4     | Central Córdoba (R) | Chacarita Juniors      | 10 de diciembre |          |
| Argentino de Rosario    | 1 - 0     | Argentinos Juniors  | Argentino de Rosario   | 10 de diciembre |          |
| Sportivo Dock Sud       | 0 - 1     | El Porvenir         | Sportivo Dock Sud      | 10 de diciembre |          |
| Tiro Federal            | 5 - 1     | Excursionistas      | Tiro Federal           | 10 de diciembre |          |
| Gimnasia y Esgrima (LP) | 2 - 1     | Tigre               | Estudiantes (LP)       | 10 de diciembre |          |
| Estudiantes (BA)        | 0 - 5     | Los Andes           | Estudiantes (BA)       | 10 de diciembre |          |
| Libre: All Boys         |           |                     |                        |                 |          |

| Fecha 39             | Fecha 39  | Fecha 39                | Fecha 39            | Fecha 39        | Fecha 39 |
| Local                | Resultado | Visitante               | Estadio             | Fecha           |          |
| -------------------- | --------- | ----------------------- | ------------------- | --------------- | -------- |
| Los Andes            | 1 - 2     | Gimnasia y Esgrima (LP) | Estudiantes (LP)    | 16 de diciembre |          |
| Tigre                | 1 - 0     | Tiro Federal            | Tigre               | 16 de diciembre |          |
| Excursionistas       | 3 - 6     | Sportivo Dock Sud       | Excursionistas      | 16 de diciembre |          |
| El Porvenir          | 5 - 2     | Argentino de Rosario    | El Porvenir         | 16 de diciembre |          |
| Argentinos Juniors   | 2 - 0     | Almagro                 | Argentinos Juniors  | 16 de diciembre |          |
| Central Córdoba (R)  | 2 - 2     | Talleres (RdE)          | Central Córdoba (R) | 16 de diciembre |          |
| Unión                | 1 - 1     | Acassuso                | Unión               | 16 de diciembre |          |
| Colegiales           | 2 - 2     | Temperley               | Chacarita Juniors   | 16 de diciembre |          |
| All Boys             | 4 - 3     | Estudiantes (BA)        | All Boys            | 17 de diciembre |          |
| Quilmes              | 5 - 1     | Defensores de Belgrano  | Quilmes             | 17 de diciembre |          |
| Libre: Nueva Chicago |           |                         |                     |                 |          |

| Fecha 40                | Fecha 40  | Fecha 40            | Fecha 40               | Fecha 40        | Fecha 40 |
| Local                   | Resultado | Visitante           | Estadio                | Fecha           |          |
| ----------------------- | --------- | ------------------- | ---------------------- | --------------- | -------- |
| Nueva Chicago           | 4 - 1     | Colegiales          | Nueva Chicago          | 23 de diciembre |          |
| Temperley               | 2 - 2     | Unión               | Temperley              | 23 de diciembre |          |
| Defensores de Belgrano  | 1 - 1     | Central Córdoba (R) | Defensores de Belgrano | 23 de diciembre |          |
| Almagro                 | 7 - 1     | El Porvenir         | Almagro                | 23 de diciembre |          |
| Argentino de Rosario    | 3 - 0     | Excursionistas      | Argentino de Rosario   | 23 de diciembre |          |
| Sportivo Dock Sud       | 2 - 6     | Tigre               | Sportivo Dock Sud      | 23 de diciembre |          |
| Tiro Federal            | 1 - 2     | Los Andes           | Tiro Federal           | 23 de diciembre |          |
| Gimnasia y Esgrima (LP) | 5 - 3     | All Boys            | Racing                 | 23 de diciembre |          |
| Acassuso                | 1 - 3     | Quilmes             | Tigre                  | 24 de diciembre |          |
| Talleres (RdE)          | 5 - 1     | Argentinos Juniors  | Talleres (RdE)         | 24 de diciembre |          |
| Libre: Estudiantes (BA) |           |                     |                        |                 |          |

| Fecha 41            | Fecha 41  | Fecha 41                | Fecha 41                | Fecha 41        | Fecha 41 |
| Local               | Resultado | Visitante               | Estadio                 | Fecha           |          |
| ------------------- | --------- | ----------------------- | ----------------------- | --------------- | -------- |
| Estudiantes (BA)    | 2 - 4     | Gimnasia y Esgrima (LP) | Gimnasia y Esgrima (LP) | 30 de diciembre |          |
| All Boys            | 4 - 2     | Tiro Federal            | All Boys                | 30 de diciembre |          |
| Los Andes           | 1 - 1     | Sportivo Dock Sud       | Los Andes               | 30 de diciembre |          |
| Tigre               | 2 - 1     | Argentino de Rosario    | Tigre                   | 30 de diciembre |          |
| Excursionistas      | 3 - 1     | Almagro                 | Excursionistas          | 30 de diciembre |          |
| El Porvenir         | 1 - 3     | Talleres (RdE)          | El Porvenir             | 30 de diciembre |          |
| Argentinos Juniors  | 6 - 3     | Defensores de Belgrano  | Argentinos Juniors      | 30 de diciembre |          |
| Central Córdoba (R) | 4 - 1     | Acassuso                | Central Córdoba (R)     | 30 de diciembre |          |
| Quilmes             | 3 - 1     | Temperley               | Quilmes                 | 30 de diciembre |          |
| Unión               | 5 - 4     | Nueva Chicago           | Unión                   | 30 de diciembre |          |
| Libre: Colegiales   |           |                         |                         |                 |          |

| Fecha 42                       | Fecha 42  | Fecha 42            | Fecha 42               | Fecha 42            | Fecha 42 |
| Local                          | Resultado | Visitante           | Estadio                | Fecha               |          |
| ------------------------------ | --------- | ------------------- | ---------------------- | ------------------- | -------- |
| Colegiales                     | 5 - 1     | Unión               | Colegiales             | 6 de enero de 1945  |          |
| Nueva Chicago                  | 0 - 1     | Quilmes             | Nueva Chicago          | 6 de enero de 1945  |          |
| Temperley                      | 4 - 2     | Central Córdoba (R) | Temperley              | 6 de enero de 1945  |          |
| Acassuso                       | 0 - 1     | Argentinos Juniors  | Acassuso               | 6 de enero de 1945  |          |
| Defensores de Belgrano         | 0 - 2     | El Porvenir         | Defensores de Belgrano | 6 de enero de 1945  |          |
| Talleres (RdE)                 | 1 - 0     | Excursionistas      | Talleres (RdE)         | 6 de enero de 1945  |          |
| Almagro                        | 6 - 3     | Tigre               | Almagro                | 6 de enero de 1945  |          |
| Sportivo Dock Sud              | 8 - 4     | All Boys            | Sportivo Dock Sud      | 6 de enero de 1945  |          |
| Argentino de Rosario           | 8 - 0     | Los Andes           | Argentino de Rosario   | 13 de enero de 1945 |          |
| Tiro Federal                   | 3 - 2     | Estudiantes (BA)    | Tiro Federal           | 13 de enero de 1945 |          |
| Libre: Gimnasia y Esgrima (LP) |           |                     |                        |                     |          |

| 1. 2. 3. |